# لوکنگو انگالولا
لوکنگو انگالولا (انگلیسی: Lukengu Ngalula؛ زادهٔ ۱۱ اوت ۱۹۷۱) بازیکن زن بسکتبال اهل جمهوری دموکراتیک کنگو بود. وی در بازی‌های المپیک تابستانی ۱۹۹۶ شرکت کرده‌است.